# Distrikt Pinto Recodo
Der Distrikt Pinto Recodo liegt in der Provinz Lamas in der Region San Martín im zentralen Norden von Peru. Der Distrikt wurde am 2. Februar 1962 gegründet. Er besitzt eine Fläche von 559 km². Beim Zensus 2017 wurden 9209 Einwohner gezählt. Im Jahr 1993 lag die Einwohnerzahl bei 6794, im Jahr 2007 bei 9301. Sitz der Distriktverwaltung ist die 290 m hoch gelegene Ortschaft Pinto Recodo mit 1132 Einwohnern (Stand 2017). Pinto Recodo befindet sich 10 km westnordwestlich der Provinzhauptstadt Lamas.

## Geographische Lage
Der Distrikt Pinto Recodo befindet sich in den östlichen Voranden im Nordwesten der Provinz Lamas. Der Río Mayo fließt entlang der westlichen Distriktgrenze überwiegend in Richtung Südsüdost. Im Norden des Distriktgebietes liegt der westliche Teil des regionalen Schutzgebietes Cordillera Escalera.
Der Distrikt Pinto Recodo grenzt im Südwesten an die Distrikte Tabalosos und Alonso de Alvarado, im Nordwesten an die Distrikte Jepelacio und Moyobamba (beide in der Provinz Moyobamba), im Norden an den Distrikt Balsapuerto (Provinz Alto Amazonas), im Osten an den Distrikt San Roque de Cumbaza sowie im Südosten an die Distrikte Lamas und Shanao.

## Ortschaften
Im Distrikt gibt es neben dem Hauptort folgende größere Ortschaften:
- Alto Palmiche (245 Einwohner)
- Bellavista (255 Einwohner)
- Betania (1303 Einwohner)
- Chumbaquihui (294 Einwohner)
- Gozen (587 Einwohner)
- Jesús del Monte (385 Einwohner)
- La Libertad Bajo Mayo (298 Einwohner)
- Mishquillaquillo de Shapumba (266 Einwohner)
- Mishquiyacu (219 Einwohner)
- Nuevo Tacabamba
- Santa María del Mayo (287 Einwohner)